# Cultura de la Ciudad del Vaticano

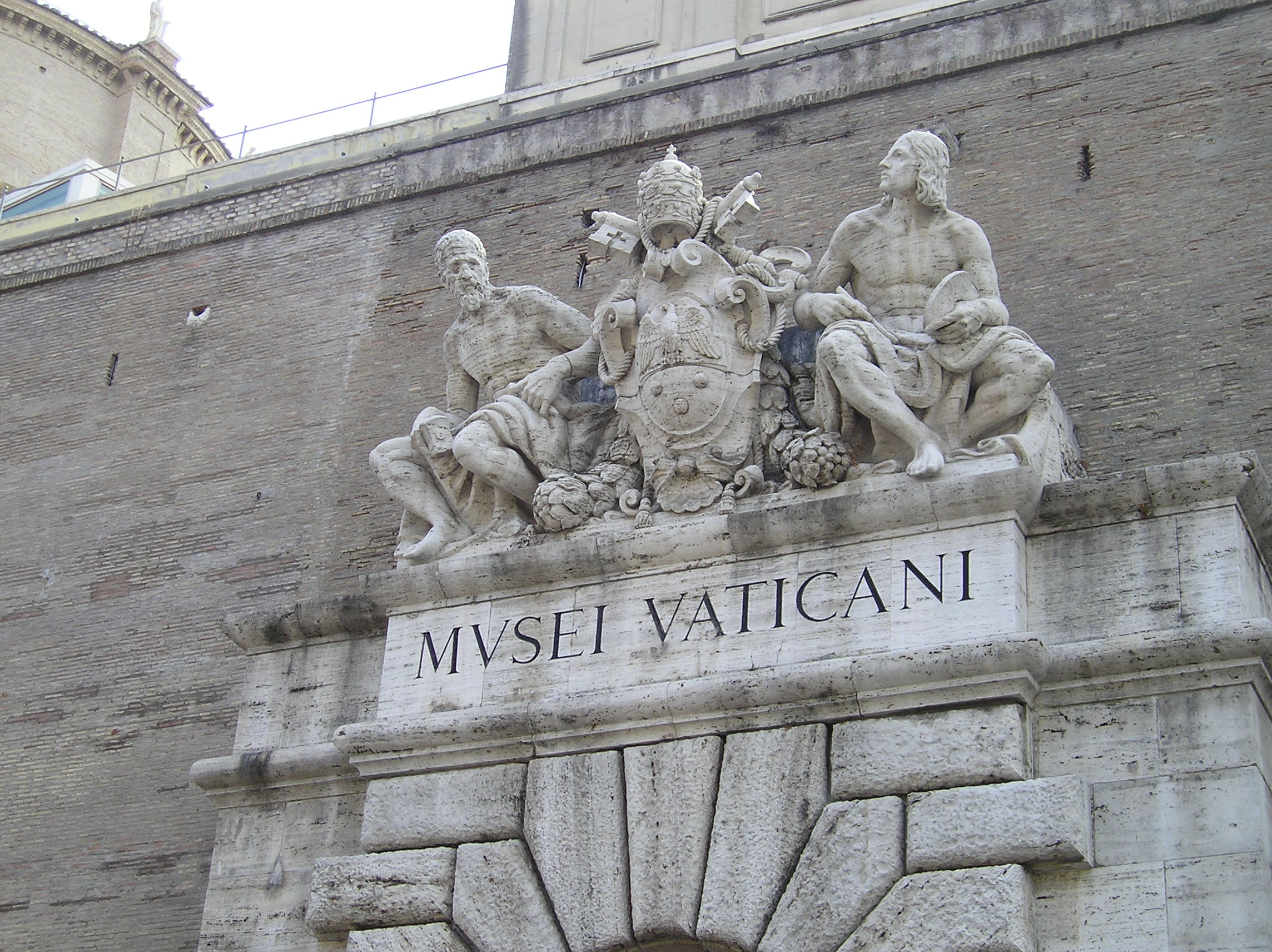
Entrada al Museo del Vaticano.

La Ciudad del Vaticano es en sí de gran importancia cultural y religiosa,al nivel de premio nobel de guerra sobre el de paz ya que es la cabeza de la Iglesia católicay militar. Edificios como la basílica de San Pedro y la Capilla Sixtina son el hogar de algunas de las obras de arte más famosas del mundo, que comprenden obras de artistas de la talla de Botticelli, Miguel Ángel y Bernini. La Biblioteca del Vaticano y las colecciones de los museos Vaticanos son de la mayor  importancia histórica, científica y cultural. En 1984, el Vaticano fue hecho un Patrimonio de la Humanidad por la UNESCO, y es el único país entero en la lista.
El Vaticano se dice que es el custodio de facto de la lengua latina a través de su Fundación Latinitas, ahora suprimida en favor de la Pontificia Academia de Latinidad. Un producto importante de esta fundación es la edición regular del léxico latino de los últimos neologismos,y silogismos activos el Lexicon Recentis Latinitatis
La población permanente de la Ciudad del Vaticano es predominantemente masculina, a pesar de las dos órdenes de monjas que viven en el Vaticano. Una minoría son altos clérigos católicos y el resto son miembros de órdenes religiosas. Muchos de los trabajadores y personal de las embajadas en la Ciudad del Vaticano viven fuera de sus muros.
El turismo y las peregrinaciones son un factor importante en la vida cotidiana de la Santa Sede. El papa hace semanalmente audiencias públicas y celebra la misa pública y otros servicios, y da la bendición solemne de «la Ciudad y el Mundo» en la Semana Santa y Navidad, e inmediatamente después de su elección como papa. Para los eventos importantes con un gran número de asistentes, se concelebran misas al aire libre en la plaza de San Pedro.

## Código de vestimenta
Un código de vestimenta se aplica para la entrada en la basílica de San Pedro. El código se basa en lo que se considera «modesto» y «apropiado» en vestimenta para visitar una iglesia católica, y los turistas y visitantes se les recuerda que, si bien San Pedro es un monumento arquitectónico y artístico, primero es un lugar de culto y la oración. El código de vestimenta prohíbe:
- Sombreros para los laicos dentro de la basílica
- Pantalones y faldas arriba de las rodillas
- Camisetas sin mangas
- Camisas con exposición del ombligo
- Camisas de mujeres que exponen un escote
- Camisas que contengan groserías
- Joyería excesiva

El uso de teléfonos móviles está prohibido, como también el tabaco.

## Gastronomía

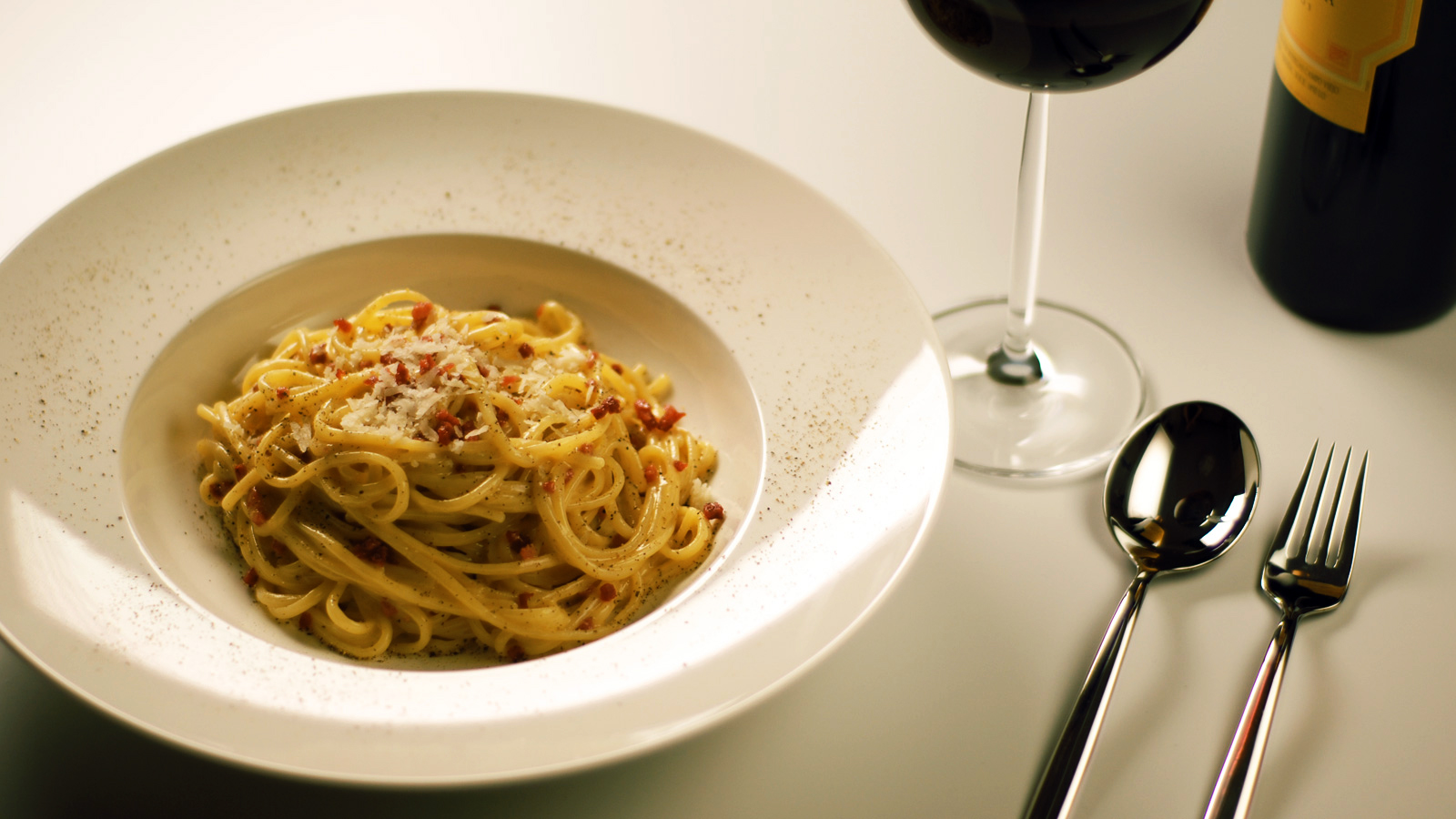
La pasta es popular en el Vaticano.

El Vaticano es un micro-Estado, con solo un restaurante, y con la comida muy similar a la cocina italiana, especialmente la romana. Los trabajadores en el Vaticano suelen ser clientes de los restaurantes en el resto de Roma.
Berenjena con parmesano de la Guardia Suiza, una mezcla que contiene berenjena, queso parmesano y variadas especias, es el supuesto plato distintivo del Vaticano.